# العلاقات الفيتنامية الموزمبيقية
العلاقات الفيتنامية الموزمبيقية هي العلاقات الثنائية التي تجمع بين فيتنام وموزمبيق.

## مقارنة بين البلدين
هذه مقارنة عامة ومرجعية للدولتين:
| وجه المقارنة                                              | فيتنام           | موزمبيق          |
| --------------------------------------------------------- | ---------------- | ---------------- |
| المساحة (كم2)                                             | 331.69 ألف       | 801.59 ألف       |
| عدد السكان (نسمة)                                         | 94.66 مليون      | 29.67 مليون      |
| الكثافة السكانية (ن./كم²)                                 | 285.39           | 37.01            |
| العاصمة                                                   | هانوي            | مابوتو           |
| اللغة الرسمية                                             | اللغة الفيتنامية | اللغة البرتغالية |
| العملة                                                    | دونغ فيتنامي     | متكال موزمبيقي   |
| الناتج المحلي الإجمالي (بليون دولار)                      | 234.19 مليار     | 12.33 مليار      |
| الناتج المحلي الإجمالي (تعادل القوة الشرائية) بليون دولار | 553.42 مليار     | 33.35 مليار      |
| الناتج المحلي الإجمالي الاسمي للفرد دولار أمريكي          | 2.48 ألف         | 529              |
| الناتج المحلي الإجمالي للفرد دولار أمريكي                 | 5.63 ألف         | 1.13 ألف         |
| مؤشر التنمية البشرية                                      | 0.666            | 0.416            |
| رمز المكالمات الدولي                                      | +84              | +258             |
| رمز الإنترنت                                              | .vn              | .mz              |
| المنطقة الزمنية                                           | ت ع م+07:00      | ت ع م+02:00      |

## منظمات دولية مشتركة
يشترك البلدان في عضوية مجموعة من المنظمات الدولية، منها:
| علم المنظمة | اسم المنظمة                        | تاريخ انضمام فيتنام | تاريخ انضمام موزمبيق |
| ----------- | ---------------------------------- | ------------------- | -------------------- |
|             | الاتحاد البريدي العالمي            | ?                   | ?                    |
|             | مؤسسة التنمية الدولية              | 24 سبتمبر 1960      | 24 سبتمبر 1984       |
|             | منظمة حظر الأسلحة الكيميائية       | ?                   | ?                    |
|             | منظمة التجارة العالمية             | 11 يناير 2007       | ?                    |
|             | الأمم المتحدة                      | 20 سبتمبر 1977      | 16 سبتمبر 1975       |
|             | وكالة ضمان الاستثمار متعدد الأطراف | 5 أكتوبر 1994       | 23 نوفمبر 1994       |
|             | منظمة الشرطة الجنائية الدولية      | ?                   | ?                    |
|             | مؤسسة التمويل الدولية              | 4 أغسطس 1967        | 24 سبتمبر 1984       |
|             | المنظمة الهيدروغرافية الدولية      | ?                   | ?                    |
|             | الاتحاد الدولي للاتصالات           | 24 سبتمبر 1951      | 4 نوفمبر 1975        |
|             | البنك الدولي للإنشاء والتعمير      | 21 سبتمبر 1956      | 24 سبتمبر 1984       |
|             | يونسكو                             | 6 يوليو 1951        | 11 أكتوبر 1976       |

## وصلات خارجية
- موقع وزارة الخارجية الفيتنامية
- موقع وزارة الخارجية الموزمبيقية